# Kazimierz Mielec
Kazimierz Mielec (ur. 4 lipca 1928 w Królewszczyźnie, zm. 8 marca 2016 w Poznaniu) – polski profesor, specjalista w zakresie budowy i eksploatacji maszyn rolniczych.

## Życiorys
W latach 1953–1981 zatrudniony w Politechnice Poznańskiej, a od 1991 do 2013 w Politechnice Koszalińskiej. Od 1969 do 2002 dyrektor Przemysłowego Instytutu Maszyn Rolniczych w Poznaniu. Od 1993 przewodniczący zarządu Izby Przemysłowo-Handlowej Branży Maszyn Rolniczych i Spożywczych. Członek Komitetu Techniki Rolniczej PAN (1972-1989 i 1996-2004), Komitetu Ekonomiki Rolnictwa (1978-1983), Rady Głównej Jednostek Badawczo-Rozwojowych (do 2004). Był wiceprzewodniczącym poznańskiego oddziału SIMP w latach 1969-1972. 

## Odznaczenia
- odznaczenia i wyróżnienia nadane przez SIMP:
  - Złota Honorowa Odznaka SIMP,
  - Odznaka im. Henryka Mierzejewskiego (2001),
  - Medal za zasługi dla Oddziału SIMP z okazji 50-lecia istnienia Oddziału (1985),
  - Medal za zasługi dla Oddziału SIMP z okazji 60-lecia istnienia Oddziału (1995),
- odznaczenia i wyróżnienia nadane przez FSNT-NOT:
  - Srebrna Odznaka Honorowa NOT (1979),
- odznaczenia państwowe, regionalne, inne:
  - Złoty Krzyż Zasługi (1976),
  - Krzyż Kawalerski Orderu Odrodzenia Polski (1984),
  - Krzyż Oficerski Orderu Odrodzenia Polski (1996),
  - Odznaka Honorowa "Za Zasługi w Rozwoju Województwa Poznańskiego",
  - Odznaka Honorowa Miasta Poznania[3].